# Brett Rogers
Brett "The Grimm" Rogers (Saint Paul, 17 de fevereiro em 1981) é um lutador de Artes Marciais Misturadas (MMA) e compete atualmente pelo Bellator, tendo participado pelo Strikeforce e pelo já falido EliteXC. Rogers compete na categoria dos pesos-pesados. Foi expulso do Strikeforce acusado de violência doméstica.